# Artediellus ingens
Artediellus ingens är en fiskart som beskrevs av Nelson, 1986. Artediellus ingens ingår i släktet Artediellus och familjen simpor. Inga underarter finns listade i Catalogue of Life.